# الكسندر وود (لاعب كرة قدم)
الكسندر وود (بالإنجليزية: Alexander Wood)‏ (1 يناير 1906 بغلاسكو في المملكة المتحدة - ) هو لاعب كرة قدم إنجليزي في مركز مهاجم داخلي. لعب مع تشارلتون أثلتيك ونادي برينتفورد ونادي فولهام ونادي أردريونيانز ونادي ألبيون روفرز.